# Мігел Корте-Реал
Мігел Корте-Реал (порт. Miguel Corte Real МФА: [miˈɣɛl ˈkoɾtɨ ʁiˈal]) — португальський мореплавець, брат Гашпара Корте-Реала.

## Біографія
За деякими даними супроводжував батька — Жуана Ваш Корте-Реала під час його напівлегендарного плавання до «Землі тріски» (Ньюфаундленду) в 1470-х роках.

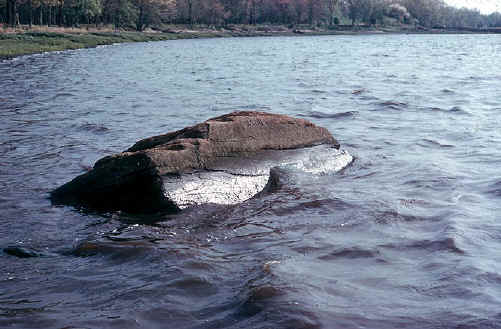
Дейнтонський камінь. Фото

У травні 1502 року, дізнавшись про зникнення брата Гашпара Корте-Реал, з двома або трьома кораблями вийшов у море в північно-західному напрямку від Азорських островів. Пошуки не мали успіху. Водночас Мігел відкрив нову землю, можливо — узбережжя Північної Америки. При поверненні на батьківщину корабель Мігела відстав і зник безвісти.

## Дейтонський камінь

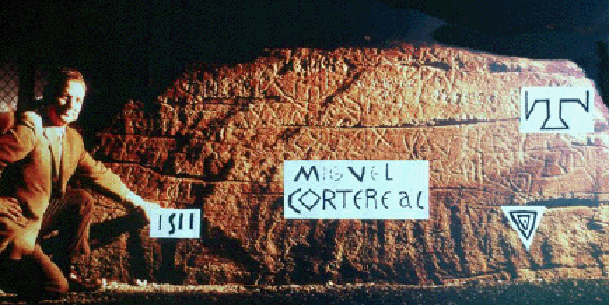
Фотографія Дейтонського каменю, де проф. Едмунд Делабарр розшифровує Мігеля Кортереала, хрест ордену Христа та дату 1511.

У 1912 і 1928 рр. Едмунд Б. Делабарре повідомив, що напис на Дейтонському камені у штаті Массачусетс свідчить про те, що Мігель Корте-Реал досяг Нової Англії. Делабарре заявив, що напис на камені був скороченою латиною, повідомлення читалося так:
Мігель Корте-Реал, 1511. У цьому місці, з волі Божої, я став вождем індіанців.
Семюель Еліот Морісон відкинув ці докази у своїй книзі «Європейське відкриття Америки: Північні плавання» 1971 року. Пізніші дослідження Дугласа Хантера остаточно розвінчало міф про напис Корте-Реала на Дейтонському камені.